# Sin Fronteras On Tour
Sin Fronteras Tour foi a segunda turnê mundial da atriz, cantora e compositora Dulce María em carreira solo, visando promover o seu segundo álbum de estúdio, Sin fronteras (2014), lançada em julho de 2014. A turnê conta com três versões: "Tour", para grandes públicos, "Intimate Tour", para públicos menores e planejada com a intenção de alcançar mais cidades, e a "Reloaded Tour". Teve seu fim em 26 de dezembro de 2015 em Chilpancingo.

## Antecedentes

### Brasil
Manu Gavassi foi a participação especial confirmada para cantar com Dulce em seu show em São Paulo, que aconteceu no dia 14 de setembro. Isso já era um interesse de ambas as artistas como elas revelaram ao Purebreak ainda no início de 2014, já que possuem uma música juntas, intitulada "Antes Que Ver El Sol". A cantora Anitta estava confirmada no show de São Paulo, porem devido a sua participação no quadro Dança dos Famosos da Rede Globo, a cantora cancelou a sua participação.

## Participações especiais
- Henry Mendez (26 de julho de 2014 - Durante "No Regresa Más")
- Christian Chávez (14 de setembro de 2014 - Durante "Medley RBD 1")
- Manu Gavassi (14 de setembro de 2014 - Durante "Antes que ver el sol")
- Valesca Popozuda (22 de abril de 2015 - Durante "Shots de Amor")

## Setlist

### Sin Fronteras Tour
1. "Si Tu Supieras"
2. "Cementerio de Los corazones Rotos"
3. "Dicen"
4. "Inalcanzable" / "Aún Hay Algo" / "Sólo Quédate en Silencio"
5. "Corazón En Pausa"
6. "Lágrimas"
7. "Despues de Hoy"
8. "Yo Sí Queria"
9. "Déjame Ser" / "Más Tuya que Mía" / "Lágrimas Perdidas"
10. "Quiero Poder"
11. "Luna"
12. "En Contra"
13. "Tenerte y Quererte" / "Otro Día Que Vá" / "Me Voy" / "Celestial"
14. "No Pares"
15. "Ingenua"
16. "Te Quedarás"
17. "Antes que ver el sol"
18. "Shots de Amor"
19. "Inevitable"
20. "Lo Intentare"
21. "Ya No"
22. "O lo haces tú o lo hago yo"

- Durante o show de São Paulo, as musicas "Antes que ver el sol" e "Medley 1" foram alteradas na ordem do setlist.

#### Sin Fronteras Intimate Tour
- "Si Tú Supieras"
- "Cementerio de Los corazones Rotos"
- "Lágrimas"
- "Después de Hoy"
- "Yo Sí Queria"
- "Shots de Amor"
- "En Contra"
- "No Pares" (Acapella)²
- "Antes Que Ver El Sol"
- "Te Quedarás"³
- "O lo haces tú o lo hago yo"
- "Inalcanzable" / "Aún Hay Algo" / "Solo Quedate en Silencio"
- "No Pares"
- "Inevitable"
- "No Regresa Más"

¹A ordem do selist foi alterada durante os shows.
² Durante o show de Belo Horizonte, no Brasil, Dulce convidou uma fã para cantar a canção "No Pares" junto com ela, pois a fã contara a ela, durante um encontro com a cantora, que a musica a ajudou a superar o câncer que tivera.
³ A música "Te Quedarás" foi cantada inteira, acapella em alguns shows.

## Datas
| Pré-tour                   |                  |           |                         |
| Data                       | Cidade           | País      | Local                   |
| 12 de março de 2014        | São Paulo        | Brasil    | Carioca Club            |
| 21 de maio de 2014         | Cidade do México | México    | Lunario                 |
| 27 de maio de 2014         | Querétaro        | México    | Teatro Metropolitano    |
| 27 de maio de 2014         | Guadalajara      | México    | Auditorio Telmex        |
| On Tour & On Intimate Tour |                  |           |                         |
| 26 de julho de 2014        | Málaga           | Espanha   | Holiday Polynesia       |
| 12 de setembro de 2014     | Porto Alegre     | Brasil    | Opinião                 |
| 14 de setembro de 2014     | São Paulo        | Brasil    | Via Marques             |
| 16 de setembro de 2014     | Rio de Janeiro   | Brasil    | Miranda                 |
| 17 de setembro de 2014     | Recife           | Brasil    | Estelita                |
| 18 de setembro de 2014     | Fortaleza        | Brasil    | House Of Sensations     |
| 20 de setembro de 2014     | Belo Horizonte   | Brasil    | Music Hall              |
| 21 de setembro de 2014     | Curitiba         | Brasil    | Espaço Vanilla          |
| 2 de outubro de 2014       | Mérida           | México    | Plaza Sendero           |
| Reloaded Tour              |                  |           |                         |
| 5 de abril de 2015         | Puebla           | México    | Foro Artístico Victoria |
| 22 de abril de 2015        | São Paulo        | Brasil    | Audio Club              |
| 24 de abril de 2015        | Buenos Aires     | Argentina | Niceto Club             |
| 13 de junho de 2015        | Santiago         | Chile     | Teatro Teletón          |
| 4 de julho de 2015         | Madrid           | Espanha   | Sala Taf                |
| 3 de agosto de 2015        | Cidade do México | México    | Gran Teatro Moliere     |
| 11 de setembro de 2015     | Nuevo Laredo     | México    | Teatro del Pueblo       |
| 26 de dezembro de 2015     | Chilpancingo     | México    | Teatro del Pueblo       |